# مملكة هاواي
تأسست مملكة هاواي في عام 1795 مع توحيد مجموعة جزر مستقلة وهم هاواي، أواهو، ماوي، مولوكاي، و لاناي تحت حكم حكومة واحدة. في عام 1810 أصبح أرخبيل هاواي كله موحدا عندما انضمت جزر كاواي ونييهاو إلى المملكة طوعا بدون إراقة الدماء أو الحرب. وقد حكمت اسرتان رئاستيان هذه المملكة: وهم بيت كاميهاميها وبيت كالاكوا.
حازت المملكة علي الاعتراف من القوى الأوروبية الكبرى. وأصبحت الولايات المتحدة شريكا تجاريا رئيسيا لها،. اعتمدت هاواي دستورا جديدا في عام 1887 لتقليل السلطة المطلقة للملك كالاكاوا. حاولت الملكة ليليوكالاني، التي خلفت كالاكوا في عام 1891، استعادة النظام القديم، ولكن تم الإطاحة بها في عام 1893، بمساعدة الولايات المتحدة. وتحولت بعدها هاواي الي جمهورية حتى ضمتها الولايات المتحدة في عام 1898.